# Ochicanthon peninsularis
Ochicanthon peninsularis är en skalbaggsart som beskrevs av Jan Krikken och Huijbregts 2007. Ochicanthon peninsularis ingår i släktet Ochicanthon och familjen bladhorningar. Inga underarter finns listade i Catalogue of Life.